# Tancanhuitz de Santos
Tancanhuitz de Santos är en ort i Mexiko.   Den ligger i kommunen Tancanhuitz och delstaten San Luis Potosí, i den centrala delen av landet, 240 km norr om huvudstaden Mexico City. Tancanhuitz de Santos ligger 216 meter över havet och antalet invånare är 3 039.
Terrängen runt Tancanhuitz de Santos är huvudsakligen kuperad, men norrut är den platt. Terrängen runt Tancanhuitz de Santos sluttar norrut. Runt Tancanhuitz de Santos är det ganska tätbefolkat, med 207 invånare per kvadratkilometer. Närmaste större samhälle är Tampate, 7,3 km nordväst om Tancanhuitz de Santos. I omgivningarna runt Tancanhuitz de Santos växer huvudsakligen savannskog.